# Hang in there, Baby
Hang in there, Baby (en inglés, Aguanta, cariño) es un eslogan popular y un cartel de motivación. Hubo varias versiones del cartel, con una imagen de un gato o gatito, colgado de un palo, rama de árbol, poste o cuerda. El póster original presentaba una fotografía en blanco y negro de un gato siamés aferrado a un poste de bambú y fue publicado por primera vez a fines de 1971 como póster por el fotógrafo de Los Ángeles Victor Baldwin. Desde entonces se ha convertido en una reliquia popular de la década de 1970.

## Historia
Victor Baldwin era dueño de un estudio de retratos en Beverly Hills, California, donde fotografiaba a clientes famosos como Frank Sinatra, Sammy Davis Jr. y Ronald Reagan. Su primer amor fue la fotografía de animales, y trabajó tanto en retratos de animales como como editor de fotografías en las revistas Cat Fancy y Dog Fancy. En 1956, él y su entonces esposa Jeanne Baldwin fueron coautores de un libro para niños titulado Little Kitten, Big World, con un gatito siamés llamado Simmy.
En 1963, fotografió a otro de sus gatitos siameses, Sassy, en varias poses acrobáticas, incluida la dominada en la vara de bambú que luego se usaría para el cartel. En 1970, Victor y Jeanne produjeron el libro The Outcast Kitten, con las fotografías que Victor había hecho de Sassy y otros gatos que tenía en ese momento. Sassy, que en el libro tiene el nombre ficticio de Wiki, es un gatito perdido adoptado por una madre gata con dos gatitos propios que intenta ser aceptado por sus hermanos adoptivos haciendo trucos acrobáticos. La imagen de la dominada se utiliza tanto en el libro como en la contraportada.
Antes de que se publicara como cartel, los fanáticos del libro escribieron solicitando copias de la fotografía. También se utilizó para vender suscripciones a Cat Fancy, lo que generó más solicitudes. Baldwin, él mismo un fanático de la imagen, vio una demanda creciente y, por tanto, lo produjo como un póster, eligiendo las palabras "Hang in there, Baby" para acompañar la imagen.
Baldwin colgó una copia del cartel en la ventana de su estudio en 1972, lo que resultó en un mayor interés por la imagen. La primera copia del cartel se vendió al compositor de The Music Man Meredith Willson, quien pidió que lo enmarcasen. Llegaron más solicitudes, y pronto Baldwin estaba satisfaciendo pedidos de una a diez gruesas por día. Cuando su negocio de estudio comenzó a resentirse, contrató personal para mantenerse al día con los pedidos.

## Popularidad e infracción de derechos de autor
El cartel tocó la fibra sensible de los estadounidenses de la década de 1970 y se convirtió en uno de los carteles más vendidos de la época. Baldwin recibió cartas de personas que le decían que el cartel los ayudó a recuperarse de una cirugía, accidentes y otros eventos difíciles. El propio Baldwin dijo que «ella dio consuelo y fuerza a la gente en todas partes, en todo tipo de problemas, incluyéndome a mí». Para 1973, Baldwin había vendido 350 000 copias a 2 dólares cada una. Vivió durante un tiempo únicamente de los ingresos de los carteles, tomando un descanso de su trabajo de estudio, algo que admitió que preferiría estar haciendo antes que vender carteles.
La popularidad del cartel generó imitadores y, durante un tiempo, hubo docenas de versiones disponibles, utilizando fotografías o imágenes de diferentes gatos, incluida al menos una versión blacklight, todas con alguna variación del subtítulo. Algunas eran copias piratas del original y otras fueron producidas por las principales editoriales de carteles y tarjetas de felicitación. Baldwin tenía los derechos de autor de la fotografía original desde el 1 de marzo de 1970 y del cartel con el texto desde el 7 de diciembre de 1971. «Por una cuestión de integridad» Baldwin demandó cada infracción que pudo encontrar, ganando cada caso. Se le otorgó lo suficiente para cubrir los honorarios legales. Para cuando la popularidad inicial del cartel había disminuido, Baldwin estimó que se habían realizado más de 10 millones de versiones no autorizadas y copias directas del cartel.

## Preocupaciones por el bienestar del gato
Baldwin recibió algunas quejas de personas que sintieron que hacer posar a un gato como se muestra en el cartel constituía crueldad hacia los animales. Baldwin, que fue oficial humanitario y amante incondicional de los animales, especialmente los gatos, aseguró a los interesados que Sassy se subió al poste por su cuenta y se aferró a él solo brevemente mientras jugaba. Según su sobrino Roger Garrett, Baldwin pasó mucho tiempo esperando pacientemente por su objetivo y tomó 40 o 50 tomas para obtener la foto oficial.

## En política
En 1973, al vicepresidente Spiro Agnew, acusado de aceptar $100 000 en sobornos mientras ocupaba el cargo de ejecutivo del condado de Baltimore, gobernador de Maryland y vicepresidente, se le permitió no impugnar un cargo menor siempre que aceptara renunciar como vicepresidente. En septiembre de 1973, mientras consideraba su situación, los representantes William L. Dickenson, republicano de Alabama, y Samuel Devine, republicano de Ohio, le obsequiaron el cartel firmado por 100 miembros del Congreso como muestra de aliento y apoyo. Agnew renunció el 10 de octubre de 1973. El presidente Nixon también recibió una copia del cartel de un partidario durante el escándalo de Watergate.
Otra copia del cartel cuelga en una oficina exterior del primer ministro canadiense Justin Trudeau, el cual originalmente pertenecía a su padre, el ex primer ministro Pierre Elliott Trudeau.
El 18 de febrero de 2021, el inversor de valores Keith Gill fue invitado a testificar sobre el breve apretón de GameStop en el Comité de Servicios Financieros de la Cámara de Representantes de los Estados Unidos. Durante su aparición, una versión de este cartel colgaba claramente visible detrás de él. Según sus acciones previas, para respaldar su papel como meme de Internet, parece que este póster se colocó intencionalmente para indicar que todavía tenía las acciones de GameStop.

## Legado
Victor Baldwin ganó aproximadamente $700,000 con la venta de los carteles, gran parte de los cuales se destinaron a resolver su divorcio, en el que aparentemente estaba feliz de gastarlo. Baldwin produjo otros carteles con temas de animales a lo largo de la década de 1970, además de licenciar un reloj de pulsera, tazas, vasos y otros productos con la imagen del gato. El cartel original fue uno de los primeros carteles de motivación y ahora se considera coleccionable, y a menudo se vende por muchas veces su valor original.